# Model (seriefigur)
Model är en seriefigur som utges av serieförlaget Marvel Comics, som bland annat medverkat i Spindelmannen där Model försökte avmaskera honom. Efter en olycka fick hon förmågan att kontrollera andras känslor samt att framtidsskåda korta perioder framåt i tiden.